# Jaroslav Jiljí Jahn

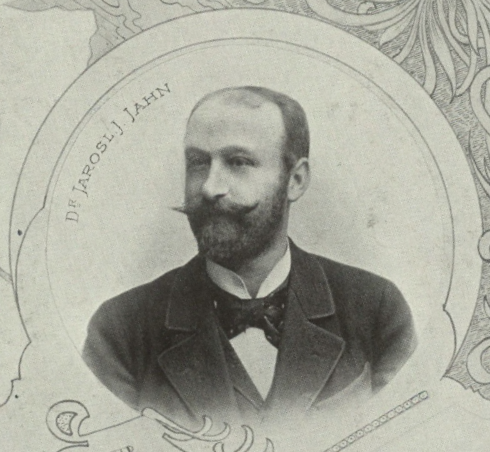
Jaroslav Jiljí Jahn (c. 1895)

Jaroslav Jiljí Jahn (ur. 21 maja 1865 w Pardubicach, zm. 21 października 1934) – czeski paleontolog, mineralog, geolog.

## Życiorys
Urodził się w 1865 r. jako syn Jiljí Vratislava Jahna i Boženy z domu Svoboda. Studiował nauki przyrodnicze na Uniwersytecie w Pradze. W 1890 r. został doktorem filozofii. Od 1891 do 1893 na Uniwersytecie w Wiedniu, gdzie uczył się nauk o ziemi u Eduarda Suessa, Wilhelma Heinricha Waagena, Albrechta Pencka, Eduarda Reyera, Theodora Fuchsa, Friedricha Martina Berwertha i Franza Waehnera. W latach 1892–1893 był asystentem w Instytucie Paleontologicznym. Od 1899 do 1902 profesor nadzwyczajny na Uniwersytecie w Brnie, od 1902 profesor zwyczajny. Od 1930 w Pradze